# 通鑑續編
《资治通鉴续编》，凡二十四卷，明代陳桱撰。
《通鉴续编》的內容與《宋史》大同小異，但是《通鉴续编》大量補充並修正《宋史》的不足與錯誤，例如《宋史》記載“昉家十三世同居”，《通鉴续编》則改为“自兼至崇未尝分异”。一說陳桱著此书时，寫宋太祖“匡允自立而还”。還沒停筆，忽有迅雷击其桌案，陳桱處變不驚，曰“霆虽击吾手，终不为之改易也”。
何乔新年11歲，隨父在京。當時修撰周旋來訪，喬新方读《通鉴续编》，周旋問喬新此書筆法比之通鑑綱目如何？何喬新說：“吕文焕降元不书叛，张世杰溺海不书死节，曹彬、包拯之卒不书其官，而纪羲、轩多采怪妄，似未有当”。周旋驚異。
《通鑑續編》一書仿朱熹《纲目》之例，應該稱《续纲目》，但仍袭《通鉴》之名。陳桱本人還有《通鉴前编举要新书》二卷與《资治通鉴纲目前编外记》一卷等《通鑑》相關著作，可惜大都失佚。